# 주감초등학교
주감초등학교는 대한민국 부산광역시 사상구에 있는 공립 초등학교이다.

## 학교 연혁
- 2005.04.20	급식실 현대화 공사
- 2005.04.20	실내외 조경공사
- 2005.03.18	도서실 현대화 공사
- 2005.03.16	과학실 현대화 공사
- 2003.04.01	도서실 개관, 제2컴퓨터실 설치
- 1988.03.01	주감초등학교 개교, 24학급편성

## 참고 자료
- 주감초등학교 - 한국교육학술정보원 학교알리미